# Zeugophora belokobylskii
Zeugophora belokobylskii is een keversoort uit de familie halstandhaantjes (Megalopodidae). De wetenschappelijke naam van de soort werd in 1995 gepubliceerd door Igor Lopatin.